# Europa Universalis IV
Europa Universalis IV er et strategispil, som er en del af Europa Universalis-serien. Spillet blev lavet af Paradox Development Studio, og det blev udgivet af Paradox Interactive den 13. august 2013. Det er et strategispil, hvor spillerne kan styre en nation fra middelalderen gennem den tidlige moderne periode (1444 til 1821 e.Kr.)

## Spillets gang
Man kan selv vælge startdato, dog kun inden for perioden 1444 til 1821. Derefter skal man vælge, hvilken nation man vil spille som. Der er over 100 valgmuligheder: Man kan spille som de store nationer som Frankrig, Rusland, Osmannerne, Timuriderne, Ming og Inkariget til de mindre nationer som Danmark, Sachsen-Lauenburg, Schweiz, Leinster, Valakiet, Kanem, Ryukyu og Irokeserføderationen. Man kan spille som alle nationer. Man kan samtidig også spille som forskellige regeringstyper. 

## Udvidelser
- Conquest of Paradise fokuserer på den nye verden og ændrer på stammenationernes virkemåde.
- Wealth of Nations omfatter nye mekanikker til handel og handelsrepublikker.
- Res Publica fokuserer på styring og handel. Nye valgprocedurer indføres sammen med valghændelser for nederlandske republikker og et nationalt fokus.
- Art of War fokuserer på militær mekanik. Forbedrer diplomati (især omkring konflikter og fredsaftaler), udvider vasalmekanik og tilføjer nye muligheder for at føre krig.
- El Dorado fokuserer på mellem- og sydamerikanske nationer, som Inkariget, aztekerne og mayaerne. Den fokuserer på religion og tilføjer nye begivenheder.
- Common Sense fokuserer på diplomati, religion og intern udvikling. Nyt religionsgameplay tilføjes med fokus på protestanter og buddhister.
- The Cossacks tilføjer yderligere diplomatiske muligheder og en bred vifte af intern politik for fredstid. Tilføjer også "Estate" -systemet. [3]
- Mare Nostrum tilføjer nyt indhold forbundet med flådeskrig, handel og spionage.
- Rights of Man tilføjer et nyt stor magt system, nye regeringsformer for Preussen og Ottomanerne, udvidelse for fetichist og den koptiske religion.
- Mandate of Heaven fokuserer på at forbedre den østasiatiske region og indeholder nye mekanik til Ming Kina sammen med de omgivende staters evne til at hævde titlen på den kinesiske kejser.
- Third Rome fokuserer på de russiske nationer, den ortodokse kristendom og sibiriske territorier.
- Cradle of Civilization fokusere på mellemøsten, den tilføjer mekanismen "army professionalism" samtidig tilføjer den nye mekanismer til handel og islam, den tilføjer også en unik regeringsform til mamelukkerne.
- Rule Britannia fokusere på de britiske øer og anglicanismen. Tilføjer nye missioner og "naval doctrines" mekanismen.
- Dharma fokusere på indien og dens mange religion og nationer. Nye begivenheder og missioner.
- Golden Century fokusere på den Iberiske Halvø og Maghreb regionen, tilføjer nye missioner, begivenheder og mekanismer.
- Emperor fokusere på på det Tysk-romerske rige, den giver nyt begiveheder og nye reformer, den tilføjer også centrere for revolution og nye mekanismer for den katolske religion.
- Leviathan fokusere på hvordan man udviklere ens provinser.
- Origins fokuserer på det afrikanske nationer som får nye missioner og begivenheder.
- Lions of the North fokuserer på området rundt om østersøen, den har fokus på nye missioner og begivenheder.
- King of Kings fokuserer på området rundt om Osmannerne, især Persien, Byzantium og Mamaluk sultanatet, har fokus på nye missioner og begivenheder. [4]